# 風和里しばやま

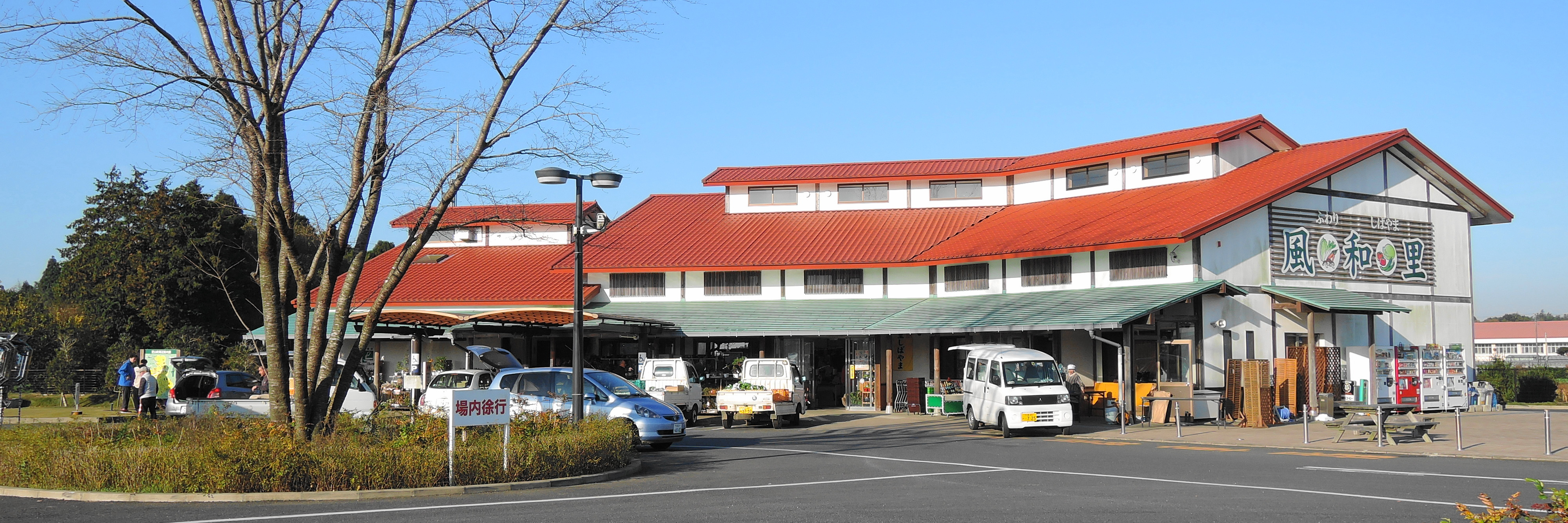
道の駅風和里しばやま 全景

株式会社風和里しばやま（ふわりしばやま）は、千葉県山武郡芝山町の道の駅風和里しばやまと、姉妹店の空の駅風和里しばやまを管理・運営する第三セクターの企業である。

## 道の駅
芝山町役場に近い千葉県道62号成田松尾線沿いに位置する。
- 駐車場
  - 普通車：50台
  - 大型車：3台
  - 身障者用：2台
- トイレ
  - 男：8器
  - 女：8器
  - 身障者用：1器
- 農産物直売所

## 空の駅

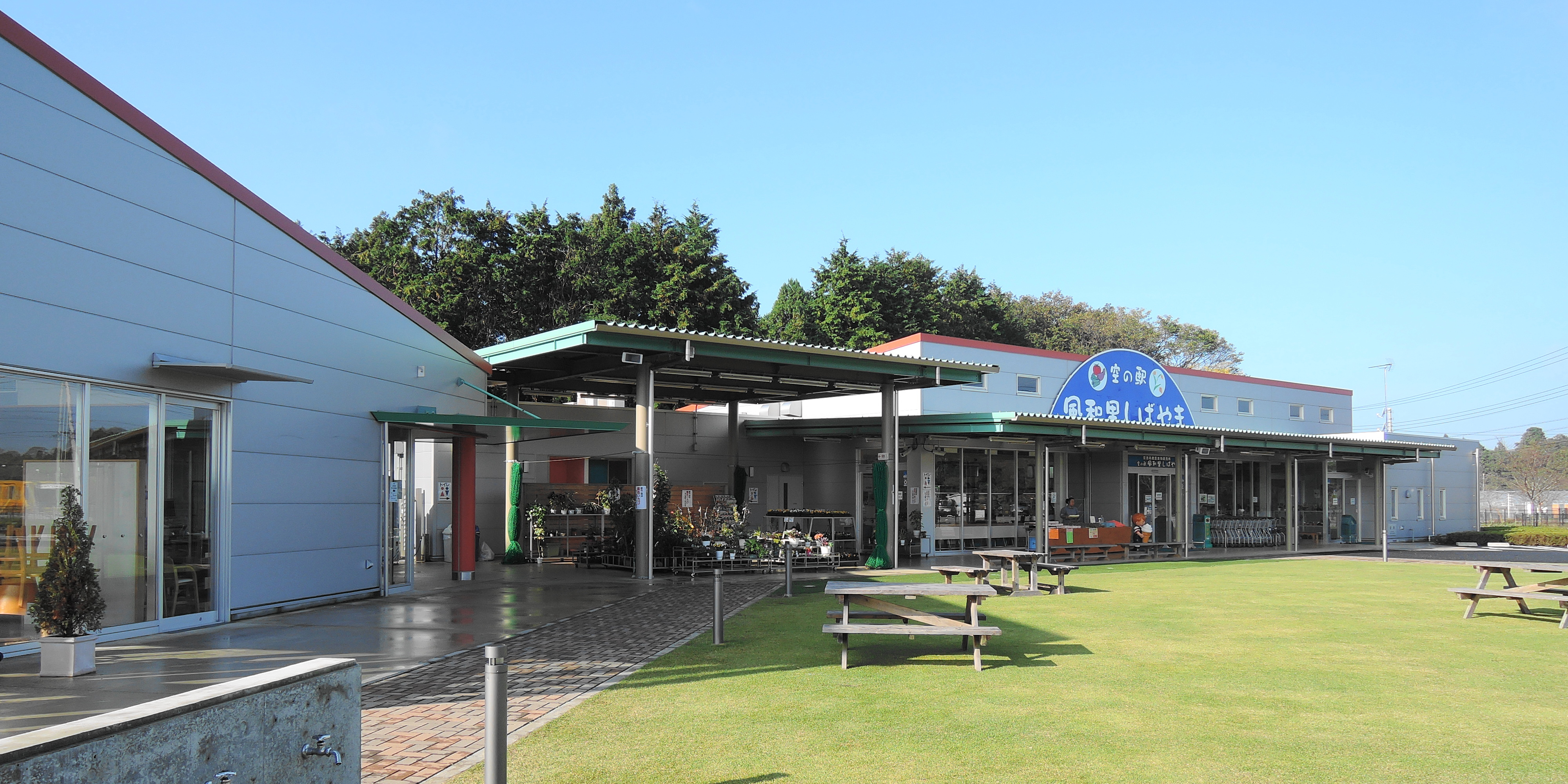
空の駅風和里しばやま

道の駅風和里しばやまから5.6キロメートル離れた成田市境に近い国道296号沿いにあり、成田国際空港南側の芝山町一体の「スカイパークしばやま」内に存在する。
住所は、芝山町朝倉394-15。
- レストランFUWARI
- 農産物直売所
- 展示：ビーチB99実験用航空機、成田空港第2ターミナルシャトルシステム

## 定休日
- 12月31日 - 1月3日